# Mettjärnen (Ytterlännäs socken, Ångermanland)
Mettjärnen är en sjö i Kramfors kommun i Ångermanland och ingår i Ångermanälven-Gådeåns kustområde. Sjön har en area på 0,047 kvadratkilometer och ligger 293,4 meter över havet. Sjön avvattnas av vattendraget Bollstaån (Majaån).

## Delavrinningsområde
Mettjärnen ingår i det delavrinningsområde (698298-158006) som SMHI kallar för Ovan None. Medelhöjden är 341 meter över havet och ytan är 13,54 kvadratkilometer. Det finns inga avrinningsområden uppströms utan avrinningsområdet är högsta punkten. Avrinningsområdets utflöde Bollstaån (Majaån) mynnar i havet. Avrinningsområdet består mestadels av skog (89 procent). Avrinningsområdet har 0,23 kvadratkilometer vattenytor vilket ger det en sjöprocent på 1,7 procent.